# ヨウ素123
ヨウ素123（英: iodine-123, 123
53I）は、SPECT（Single Photon Emission Computed Tomography）やSPECT/CT検査などの放射線画像診断に用いられるヨウ素の放射性同位体である。この同位体の半減期は13.27時間で、電子捕獲によってテルル123に崩壊すると主に159keVのガンマ線が放出されるので、このガンマ線が画像診断に応用されている。この同位体は通常、陰イオン123I-または放射性有機ヨウ素化合物として使用される。

## 生成
ヨウ素123は、サイクロトロン内でカプセルに封入したキセノンに陽子を照射して製造される。キセノン124は陽子を吸収し、すぐに中性子と陽子を失ってキセノン123になるか、あるいは2個の中性子を失ってセシウム123になり、それが崩壊してキセノン123になる。いずれの経路で生成されたキセノン123も崩壊してヨウ素123となり、低温下で照射カプセルの内壁に捕捉された後、水酸化ナトリウムで溶出される。この時、ヨウ素125の溶出時と同様にハロゲン不均化反応を起こす。
124Xe (p,pn) 123Xe → 123I
124Xe (p,2n) 123Cs → 123Xe → 123I
ヨウ素123は通常、123I-ヨウ化ナトリウムとして0.1Mの水酸化ナトリウム溶液で供給され、同位体純度は99.8%である。
医療用の123Iは、オークリッジ国立研究所においては、80%の同位体濃縮テルル123にサイクロトロンで陽子を衝突させて製造されている。
123Te (p,n) 123I

## 崩壊
崩壊する場合は、電子捕獲（EC）によって、ほぼ安定した核種であるテルル123が励起状態で生成される（半減期が非常に長いため、実用上は安定していると考えられている）。生成された励起状態の123Teは準安定核異性体123mTeではなく（123Iの崩壊は123mTeを生成するのに十分なエネルギーを伴わない）、よりエネルギーの低い123Teの核異性体であり、前述のエネルギーですぐにガンマ崩壊して基底状態の123Teになるか、あるいは（13％の確率で）内部転換電子放出（127keV）によって崩壊し、その後、非常に低いエネルギー（50～500eV）で平均11個のオージェ電子が放出されることになる。後者の崩壊経路では、基底状態の123Teも生成される。特に内部転換の崩壊経路があるため、123Iは絶対的に純粋なガンマ線放出核種ではないが、臨床的にはそう仮定される事もある。
ある研究では、放射性同位体からのオージェ電子は、放射性核種が細胞のDNAに直接化学的に取り込まれない限り、細胞へのダメージは殆ど無い事が判っている。ただし、放射性標識核種として123Iを使用している現在の放射性医薬品の場合はこの限りではない。123Teの初期崩壊による、より透過性の高いガンマ線と127keVの内部転換電子線による放射線障害は、同位体の比較的短い半減期によって緩和される。

## 注意点
放射性ヨウ素汚染の除去は困難であり、放射性ヨウ素除去用に特別に作られた除染剤の使用が推奨される。汎用の放射性除染製品は、ヨウ素を拡散または揮発させるだけなので、ヨウ素には使えないことが多い。

## 参考資料
1. ↑  Nordion, I-123 fact sheet, accessed September 7, 2018
2. ↑  “Production of iodine-123 for medical applications”. Int J Appl Radiat Isot 19 (4):  345–51. (April 1968). doi:10.1016/0020-708X(68)90178-6. PMID 5650883.
3. ↑  Sprawls, Perry (1993). “Radioactive Transitions”. The Physical Principles of Medical Imaging (2nd ed.). ISBN 978-0-8342-0309-9
4. ↑  “Radiotoxicity of some iodine-123, iodine-125 and iodine-131-labeled compounds in mouse testes: implications for radiopharmaceutical design”. J. Nucl. Med. 33 (12):  2196–201. (December 1992). PMID 1460515.